# Даніель Пітта
Даніель Пітта (нім. Daniel Pietta, нар. 9 грудня 1986, Крефельд) — німецький хокеїст, крайній нападник клубу ДХЛ «Крефельдські Пінгвіни». Гравець збірної команди Німеччини.

## Ігрова кар'єра
Вихованець місцевого клубу «Крефельдські Пінгвіни», де і розпочав хокейну кар'єру розпочав 2001 року виступами за юніорську команду.
У сезоні 2003–04 дебютував в основному складі «пінгвінів». Згодом виступам за клуби нижчих ліг «Грефратер ЕК» та «Фюше Дуйсбург».
З сезону 2005–06 гравець основного складу клубу «Крефельдські Пінгвіни», згодом Даніель стає капітаном «пінгвінів». Команда з Крефельда лишається єдинною командою в його ігровій кар'єрі виключенням є кінцівка сезону 2017–18 років коли Пітта захищав кольори шведської команди «Лександ».
Був гравцем молодіжної збірної Німеччини, у складі якої брав участь у 15 іграх. У складі національної збірної команди Німеччини брв участь в багатьох чемпіонатах світу, зокрема останнім є світова першість 2018 року.

## Статистика

### Клубні виступи
| Сезон     | Клуб                    | Ліга         | Регулярний сезон | Регулярний сезон | Регулярний сезон | Регулярний сезон | Регулярний сезон | Плей-оф | Плей-оф | Плей-оф | Плей-оф | Плей-оф |
| Сезон     | Клуб                    | Ліга         | І                | Г                | П                | О                | ШХ               | І       | Г       | П       | О       | ШХ      |
| --------- | ----------------------- | ------------ | ---------------- | ---------------- | ---------------- | ---------------- | ---------------- | ------- | ------- | ------- | ------- | ------- |
| 2001–02   | Крефельдер ЕВ 1981      | ДНЛ          | 40               | 25               | 37               | 62               | 74               | 2       | 0       | 3       | 3       | 14      |
| 2002–03   | Крефельдер ЕВ 1981      | ДНЛ          | 33               | 22               | 33               | 55               | 92               | 2       | 0       | 0       | 0       | 4       |
| 2003–04   | Крефельдер ЕВ 1981      | ДНЛ          | 28               | 27               | 34               | 61               | 110              | 2       | 0       | 0       | 0       | 34      |
| 2003–04   | «Крефельдські Пінгвіни» | ДХЛ          | 5                | 0                | 0                | 0                | 0                | —       | —       | —       | —       | —       |
| 2003–04   | Грефратер ЕК            | 4 Бундесліга | 1                | 0                | 0                | 0                | 4                | —       | —       | —       | —       | —       |
| 2004–05   | «Крефельдські Пінгвіни» | ДХЛ          | 6                | 0                | 0                | 0                | 2                | —       | —       | —       | —       | —       |
| 2004–05   | «Фюше Дуйсбург»         | 2 Бундесліга | 46               | 9                | 10               | 19               | 75               | 12      | 1       | 4       | 5       | 6       |
| 2005–06   | «Крефельдські Пінгвіни» | ДХЛ          | 47               | 3                | 3                | 6                | 18               | 5       | 0       | 0       | 0       | 2       |
| 2006–07   | «Крефельдські Пінгвіни» | ДХЛ          | 51               | 5                | 13               | 18               | 18               | 2       | 0       | 0       | 0       | 0       |
| 2007–08   | «Крефельдські Пінгвіни» | ДХЛ          | 56               | 11               | 21               | 32               | 50               | —       | —       | —       | —       | —       |
| 2008–09   | «Крефельдські Пінгвіни» | ДХЛ          | 52               | 13               | 10               | 23               | 32               | 7       | 3       | 2       | 5       | 12      |
| 2009–10   | «Крефельдські Пінгвіни» | ДХЛ          | 52               | 16               | 37               | 53               | 66               | —       | —       | —       | —       | —       |
| 2010–11   | «Крефельдські Пінгвіни» | ДХЛ          | 50               | 16               | 26               | 42               | 90               | 8       | 1       | 3       | 4       | 4       |
| 2011–12   | «Крефельдські Пінгвіни» | ДХЛ          | 52               | 17               | 30               | 47               | 50               | —       | —       | —       | —       | —       |
| 2012–13   | «Крефельдські Пінгвіни» | ДХЛ          | 45               | 13               | 25               | 38               | 32               | 9       | 2       | 8       | 10      | 26      |
| 2013–14   | «Крефельдські Пінгвіни» | ДХЛ          | 41               | 16               | 32               | 48               | 59               | 5       | 0       | 3       | 3       | 4       |
| 2014–15   | «Крефельдські Пінгвіни» | ДХЛ          | 52               | 17               | 42               | 59               | 38               | 3       | 2       | 1       | 3       | 4       |
| 2015–16   | «Крефельдські Пінгвіни» | ДХЛ          | 47               | 15               | 37               | 52               | 22               | —       | —       | —       | —       | —       |
| 2016–17   | «Крефельдські Пінгвіни» | ДХЛ          | 51               | 14               | 30               | 44               | 96               | —       | —       | —       | —       | —       |
| 2017–18   | «Крефельдські Пінгвіни» | ДХЛ          | 43               | 12               | 30               | 42               | 6                | —       | —       | —       | —       | —       |
| 2017–18   | «Лександ»               | Аллсв        | 8                | 3                | 5                | 8                | 4                | 9       | 2       | 5       | 7       | 10      |
| 2018–19   | «Крефельдські Пінгвіни» | ДХЛ          | 52               | 15               | 38               | 53               | 24               | —       | —       | —       | —       | —       |
| ДХЛ разом | ДХЛ разом               | ДХЛ разом    | 702              | 183              | 374              | 557              | 603              | 39      | 8       | 17      | 25      | 52      |

### Збірна
| Рік                | Команда            | Турнір             | Місце              | І  | Г  | П | О  | ШХ |
| ------------------ | ------------------ | ------------------ | ------------------ | -- | -- | - | -- | -- |
| 2003               | Німеччина          | ЮЧС18              | 13-е               | 5  | 3  | 1 | 4  | 0  |
| 2004               | Німеччина          | ЮЧС18              | 11-е               | 5  | 8  | 3 | 11 | 6  |
| 2006               | Німеччина          | МЧС-D1             | 11-е               | 5  | 0  | 0 | 0  | 4  |
| 2012               | Німеччина          | ЧС                 | 12-е               | 4  | 0  | 0 | 0  | 0  |
| 2013               | Німеччина          | КВАЛ. ЗОІ          | 2-е                | 3  | 0  | 0 | 0  | 2  |
| 2013               | Німеччина          | ЧС                 | 9-е                | 5  | 0  | 0 | 0  | 0  |
| 2014               | Німеччина          | ЧС                 | 14-е               | 7  | 0  | 0 | 0  | 0  |
| 2015               | Німеччина          | ЧС                 | 10-е               | 7  | 1  | 1 | 2  | 2  |
| 2018               | Німеччина          | ЧС                 | 11-е               | 7  | 0  | 0 | 0  | 2  |
| Молодіжна збірна   | Молодіжна збірна   | Молодіжна збірна   | Молодіжна збірна   | 15 | 11 | 4 | 15 | 10 |
| Національна збірна | Національна збірна | Національна збірна | Національна збірна | 33 | 1  | 1 | 2  | 6  |